# Hans Kottkamp
Hans Kottkamp (geboren 1963) ist ein deutscher Mediziner. Er beschäftigt sich vor allem mit der Behandlung von Herzkrankheiten.

## Leben
Kottkamp studierte von 1984 bis 1990 Humanmedizin an der Westfälischen Wilhelms-Universität Münster und dem Texas Heart Institute in Houston/Texas. In Münster promovierte er 1991 und legte seine Facharztprüfung für Innere Medizin im Jahr 1997 ab. Er habilitierte über „Experimentelle und klinische Untersuchungen zur Katheterablation von Kammertachykardien bei strukturell normalen Herzen (idiopathische linksventrikuläre Tachykardien) und bei dilatativer Kardiomyopathie“ 1998. Im selben Jahr war er Oberarzt im Herzzentrum der Universität Leipzig. 1999 später wurde er Facharzt für Kardiologie. Kottkamp wurde 2003 zum Professor für Innere Medizin an der Medizinischen Fakultät der Universität Leipzig ernannt. Er gründete 2006 die Abteilung Rhythmologie an der Klinik Hirslanden in Zürich und leitet diese.
Er veröffentlichte zahlreiche wissenschaftliche Aufsätze zum menschlichen Herzen und dessen Krankheiten sowie dessen Behandlungsmöglichkeiten. Kottkamp hält auch zwei Patente in dem Themenbereich inne.
In seiner Arzttätigkeit spezialisierte er sich auf Rhythmologie, Katheterablation, Implantation von Herzschrittmachern und ICD und CRT.
Als Herausgeber ist er für das Journals of Cardiovascular Electrophysiology, Heart Rhythm Journals, Journals of the American College of Cardiology sowie das JACC Clinical Electrophysiology tätig.

## Auszeichnungen
Er wurde im Jahre 1994 mit dem Rudolf-Thauer Posterpreis der Deutschen Gesellschaft für Herz- und Kreislaufforschung für die Präsentation von „Elektrophysiologischer Befunde und Katheterablation bei idiopathischer linksventrikulärer Tachykardie“ sowie im Jahre 1999 dem Carl Reinhold August Wunderlich Preis für Klinische Lehre an der Medizinischen Fakultät der Universität Leipzig ausgezeichnet. Ferner wurde Kottkamp eine Gastprofessur der Dalian Medical University in der Volksrepublik China am 22. August 2001 verliehen. Für die Posterpräsentation zu „Global contact mapping plus ablation of the left atrium for the treatment of atrial fibrillation. A novel multi-electrode catheter system“ wurde er 2014 auf dem European Society of Cardiology Congress in Barcelona prämiert.